# Liupan Shan
Liupan Shan (chin. upr.: 六盘山; chin. trad.: 六盤山; pinyin: Liùpán Shān) – góry w północnych Chinach, w prowincjach Gansu i Shaanxi oraz regionie autonomicznym Ningxia. Powstały w wyniku wypiętrzenia zachodniej krawędzi Wyżyny Lessowej. Średnia wysokość wynosi ponad 2000 m n.p.m., najwyższy szczyt ma wysokość 2955 m n.p.m. Od południa góry są ograniczone przez znacznie wyższe pasmo Qin Ling, oddziela je dolina rzeki Wei He.